# 帕特森斯普林斯 (伊利諾伊州)
帕特森斯普林斯（英語：Patterson Springs）是位於美國伊利諾伊州道格拉斯縣的一個非建制地區。該地的面積和人口皆未知。

## 地理
帕特森斯普林斯的座標為39°47′32″N 88°11′34″W / 39.79222°N 88.19278°W，而該地的平均海拔高度為201米（即659英尺）。